# Wladimir Nikolow
Wladimir Nikolow (bulgarisch Владимир Николов, englische Transkription: Vladimir Nikolov; * 3. Oktober 1977 in Sofia) ist ein bulgarischer Volleyballspieler.

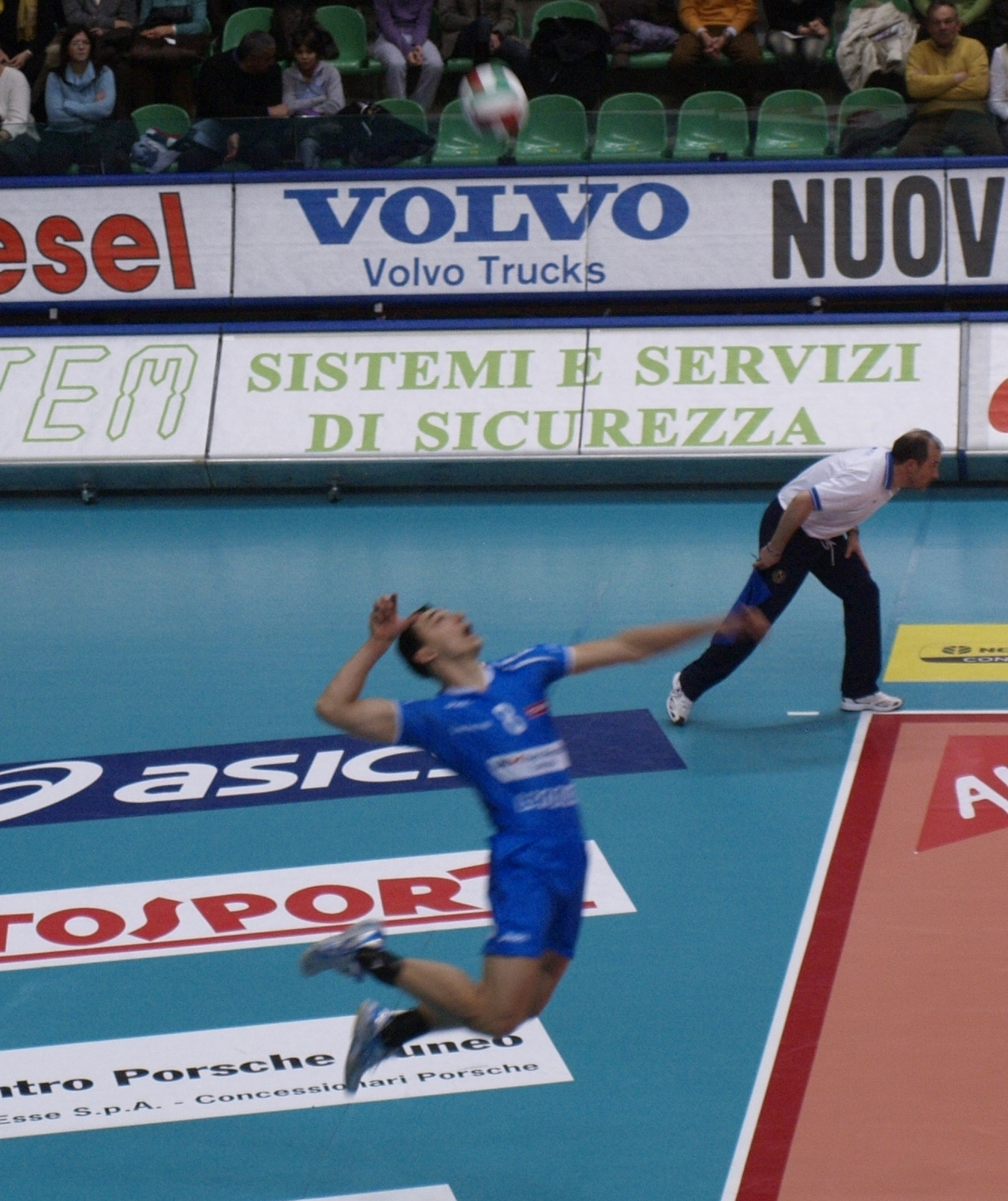
Dezember 2008

## Karriere
Nikolow begann seine Karriere 1995 bei Lewski Sofia. Mit Lewski wurde er 1997 bulgarischer Meister und von 1999 bis 2002 folgten vier weitere Titel in der heimischen Liga. Außerdem gewann Sofia 2000 und 2001 den nationalen Pokal. 2000 gab der Außenangreifer sein Debüt in der bulgarischen Nationalmannschaft. Anschließend spielte er eine Saison in der Türkei bei Erdemirspor Ereğli, bevor er 2003 zum französischen Erstligisten Tours VB wechselte. Dort wurde er 2004 französischer Meister. 2005 folgten die Siege im nationalen Pokalwettbewerb und in der Champions League. Im folgenden Jahr konnte Tours den Pokal erfolgreich verteidigen. Nikolow erreichte mit der Nationalmannschaft den dritten Platz bei der Weltmeisterschaft 2006. Nachdem er 2006/07 bei Toray Arrows in Japan gespielt hatte, wurde er mit Bulgarien im World Cup 2007 ebenfalls Dritter. Anschließend ging er in die italienische Liga und gewann 2008 mit Itas Diatec Trentino die italienische Meisterschaft. Mit der Nationalmannschaft nahm er am olympischen Turnier in Peking teil, das für Bulgarien im Viertelfinale und somit auf dem fünften Rang endete. Danach wechselte Nikolow innerhalb Italiens zu BreBanca Lannutti Cuneo. Bei der Europameisterschaft 2009 wurde Bulgarien mit dem Außenangreifer Dritter. 2010 gewann Cuneo die italienische Meisterschaft und den CEV-Pokal. In der folgenden Saison wurde der Verein Pokalsieger. Anschließend kam Nikolow zu seinem heutigen Verein Copra Piacenza. 2012 erreichte er mit Bulgarien bei den Olympischen Spielen in London den vierten Platz.
Sein Söhne Aleksandar und Simeon spielen ebenfalls Volleyball, Aleksandar für Cucine Lube Civitanova und Simeon für Long Beach State University.